# Gerrard Cole
Gene Cole (New Lexington (Ohio), Estados Unidos, 18 de diciembre de 1928 - Lancaster (Ohio),  11 de enero de 2018) fue un atleta estadounidense, especializado en la prueba de 4x400 m en la que llegó a ser subcampeón olímpico en 1952.

## Carrera deportiva
En los JJ. OO. de Helsinki 1952 ganó la medalla de plata en los relevos 4x400 metros, con un tiempo de 3:04.0 segundos, llegando a meta tras Jamaica que con 3:03.9 segundos batió el récord del mundo, y por delante de Alemania, siendo sus compañeros de equipo: Ollie Matson, Charles Moore y Mal Whitfield.